# Magyar Szépmíves Társaság
A Magyar Szépmíves Társaság 1989-ben alapított művészeti egyesület. Célja csoportos kiállítások rendezése. Egyik alapító tagja és elnöke Gerzson Pál festőművész volt.

2001 májusában Pécsett a következő művészek állítottak ki a Magyar Szépmíves Társaság által rendezett kiállításon:
- Balázs József Róbert képző- és iparművész
- Bicsár Vendel ötvösművész
- Finta József építész
- Konok Tamás festőművész
- Józsa Bálint szobrászművész
- Markovics Ferenc fotográfus

## A társaság tagjai
- Veress Sándor László festő

## Külső hivatkozások
- Magyar Szépmíves Társaság az artportalon
- Magyar Szépmíves Társaság kiállítása a Pécsi Műhelygalériában[halott link]
- Magyar Szépmíves Társaság kiállításáról[halott link]